# Bedelia (fumetto)
Bedelia è un romanzo grafico di Leo Ortolani pubblicato da BAO Publishing nel 2020.
Protagonista della storia è Bedelia, personaggio apparso nella saga di Venerdì 12 che Ortolani ha scritto e disegnato dal 1996 al 2004 e che è apparsa dapprima sul mensile L’isola che non c’è (Edizioni Comica) e poi su Rat-Man Collection (Panini Comics).
Di fatto Bedelia approfondisce l'universo narrativo di Venerdì 12, di cui è una specie di sequel, concentrandosi sul personaggio della bellissima e perfida Bedelia.

## Trama
La storia si svolge molti anni dopo la fine delle vicende di Venerdì 12: Bedelia, top model adorata e servita da tutti, vede il suo status offuscato dall'arrivo di una modella molto più giovane. Questa nuova condizione mette in crisi la protagonista che cerca nel confronto con l'angelo custode Gaudio, con la madre e con l'ex fidanzato Aldo un modo per affrontare la situazione.